# Nethouse
Nethouse — серия программного обеспечения для создания сайтов, управления доменами, онлайн-обучения и продажи электронных билетов на мероприятия. Входит в десять крупнейших платформ для создания сайтов в Рунете и аккредитованных регистраторов доменов согласно данным StatOnline.ru.
Сервис работает по модели freemium. Основная часть возможностей конструктора предоставляется бесплатно. По состоянию на март 2022 года на Nethouse создано более 1.5 миллиона сайтов. Nethouse является аккредитованным регистратором доменов в примерно 70 зонах: .ru, .рф, .su и других.

## История
В мае 2011 года у генерального директора Majordomo Дениса Имшенецкого появилась идея создания конструктора сайтов для бизнеса. Летом была собрана команда проекта и началась разработка. Компания Majordomo вложила в проект 350 тысяч долларов. Сервис был запущен 11 ноября 2011 года. К февралю 2012 года количество созданных с помощью сервиса сайтов достигло 10 тысяч.
14 марта 2012 года стало известно, что социальная сеть «ВКонтакте» с 30 января блокировала ссылки на сайты, расположенные в домене nethouse.ru. Представители Nethouse в открытом письме заявили, что это цензура и способ сведения счетов с неугодными сайтами и сервисами. По словам же представителей «ВКонтакте», с этих сайтов распространялись вирусы. К 15 марта блокировка ссылок была снята.
17 августа 2012 года Nethouse объявил об окончании периода бета-тестирования.
13 ноября 2013 года конструктор сайтов Nethouse был выбран корпорацией Intel как разработчик наиболее удобного, простого и эффективного решения для акции по поддержке малого и среднего бизнеса в России. 15 мая 2014 года пользователи Nethouse получили возможность принимать онлайн-платежи через Кассу от Яндекс. Денег.
3 июня 2014 года было объявлено об интеграции Nethouse и почты для бизнеса от Mail.Ru.
В марте 2015 года Альфа-Банк и Nethouse начали сотрудничество в рамках проекта банка «Клуб клиентов».
20 мая 2015 года конструктор сайтов Nethouse выпустил мобильные приложения для платформ Android и iOS.
1 сентября 2015 года стартовал проект Nethouse.Образование.
15 ноября 2015 года Nethouse стал аккредитованным регистратором доменов более чем в 70 зонах: .RU, .РФ, .SU и других. Стоимость регистрации доменов .RU и .РФ в сервисе «Nethouse.Домены» составила 49 рублей в год.
В сентябре 2016 года Nethouse стал партнером «Клуба Mail.Ru для бизнеса».
19 октября Nethouse стал российским конструктором сайтов № 1, по данным ресурса «Домены России». В октябре 2016 года стартовал проект Nethouse.Академия.
1 ноября 2016 года Nethouse и платежный сервис «Яндекс. Касса» запустили совместную акцию «Интернет-магазин за 0 рублей».
20 декабря 2016 года Nethouse запустил адаптивный шаблон для всех видов сайтов.
25 апреля 2019 года запущен Nethouse.События - сервис для организаторов событий любого типа с возможностью создания страниц и продажи билетов.
2 марта 2021 года запущен Nethouse.Академия - сервис для организации, проведения и продажи онлайн-обучения: курсов, тренингов, марафонов и пр.
19 июля 2021 года запущен Nethouse.id - бесплатный сервис для продаж в Инстаграме и других социальных сетях.
25 апреля 2024 года сервису Nethouse.События исполнилось 5 лет. Объем продаж билетов превысил 300 тысяч билетов на сумму более 500 миллионов рублей.

### Ключевые возможности конструктора сайтов Nethouse
- встроенный магазин приложений;
- синхронизация с 1С, системой "Мой склад" и другими отчетными сервисами;
- экспорт товаров из файлов YML и CSV;
- адаптивный шаблон;
- инструменты для создания и управления почтовыми рассылками;
- приём онлайновых платежей через ЮKassa;
- выгрузка товаров на Яндекс.Маркет и в файл CSV;
- продажа цифровых товаров;
- подключение SSL сертификата;
- мобильные приложения.[27]

### Проект Nethouse.Академия
Для пользователей, которые хотели бы освоить основные понятия интернет-маркетинга и запуска бизнеса в интернете, был запущен проект Nethouse.Академия. Это серия вебинаров, где раскрываются темы по дизайну, продажам, продвижению, настройкам онлайн оплат на сайте и т.д.

### Сервис Nethouse.События
Для организаторов платформа запустила смежный сервис по созданию сайтов-событий: с его помощью можно организовать регистрацию участников и продажу билетов для любого типа мероприятий. Для этого предлагаются отдельные модули и шаблоны, на которых удобно отслеживать активность аудитории и кассовые сборы, создавать анонсы. У сервиса есть отдельный визуальный редактор, счетчик статистики, возможности гибкой настройки приема платежей и т.д.

### Сервис Nethouse.Академия
С помощью этого сервиса можно запустить продажу онлайн-обучения. Подходит для создания обучающего курса или тренинга из видеоуроков, офлайн-занятий, домашних заданий, тестов. Также можно создать лэндинг, настроить оплату, личный кабинет ученика, рассылки, доступны интеграции с внешними сервисами, аналитика, продвижение и др.

### Nethouse.id
Сервис Nethouse.id позволяет оперативно создать эффективную страницу для соцсетей. Чаще всего используется для Инстаграма, поскольку с его помощью можно создать мультиссылку с неограниченным числом ссылок (как известно, в Инстаграме допустима только одна активная ссылка в шапке профиля). Также есть возможность реализовать визитку в виде QR-кода.